# Johann Konrad Grübel
Johann Konrad Grübel (3. června 1736 Norimberk – 8. března 1809 tamtéž) byl německý básník píšící v bavorském dialektu, řazený k ranému literárnímu biedermaieru.

## Život
Johann Konrad se narodil do rodiny klempíře a platnéře Jonase Paula Grübela. Jeho matkou byla Magdalena, rozená Rommelová. 11. května 1773 se Johann Konrad oženil s Annou Marií Giebelovou, s níž měl celkem devět dětí. Seznámil se s ní při opravě věže kostela svatého Sebalda. Po vychození základní školy se stal stejně jako jeho otec klempířem a platnéřem. Navštěvoval také malířské kurzy při místní umělecké škole. Začal pracovat v otcově dílně, kterou následně roku 1761 převzal jako mistr, vedl ji až do své smrti, zpracovával v ní zejména veřejné zakázky, čímž si ve městě vybudoval vážený respekt. O jeho precisních pracích se doslýchalo až v Itálii.

Věhlas si získal také jako básník. Jeho básně, psané v bavorštině, podávají humorně věrný obrázek o každodenním životě norimberských měšťanů a sedláků. Nejprve vydával svá díla vlastním nákladem formou letáků a sešítků. Později byly vydány v souborném díle. Uznání se mu dostalo od samotného klasika Johanna Wolfganga von Goetheho, jenž však kritizoval použití specifického nářečí, které podle něj brání Grübelovým dílům se dostat mezi širší okruh čtenářů, a doporučoval překlad do spisovné němčiny. Grübelovy básně Goethe zmínil i v korespondenci s Friedrichem Schillerem. Grübel byl mimo jiné i hudebně nadán; uměl hrát na flétnu a bubny.

Je pohřben na norimberském Svatojánském hřbitově. Již rok po jeho smrti byla po něm pojmenována ulice Grübelstraße v norimberském historickém jádru, v jejíž blízkosti byla roku 1881 slavnostně odhalena kašna Konrad-Grübel-Brunnen. Grübelova pozůstalost je uchovávána v Archivu Germánského národního muzea.

## Dílo (výběr)
- Korrespondenzen und Briefe in Nürnberger Mundart, 1808.
- Sämmtliche Werke. Nebst Witschels kurzer Lebensgeschichte Grübels, Göthes Beurtheilung der Grübelschen Gedichte, und Wurms Glossar dazu. Friedrich Campe, 1835.
- Der Schlosser und sein G'sell. Glock u. Lutz, 1965.
- Ausgewählte Gedichte. Edelmann, 1985.